# Bárium-hidroxid
A bárium-hidroxid a bárium egyik vegyülete. Fehér színű por. A vizes oldatából átlátszó kristályok formájában kristályvizes bárium-hidroxid (Ba(OH)2 · 8 H2O) kristályosítható ki. Ha hevítik, a vörös izzás hőmérsékletén a kristályvizét elveszíti. Vízben és alkoholban oldódik, éterben nem. A tulajdonságai kalcium-hidroxidéra emlékeztetnek, de annál erősebb bázis, és vízben jobban oldódik.

## Kémiai tulajdonságai
Ha levegőn hevítik, elbomlik és bárium-oxid képződik.
{\displaystyle \mathrm {Ba(OH)_{2}\rightarrow BaO+H_{2}O} }
A szilárd bárium-hidroxidot a száraz klór és a száraz szén-dioxid nem támadja meg, de ha nedvesség van jelen, ezek hatására bárium-kloriddá illetve bárium-karbonáttá alakul. A vegyület vizes oldata erősen lúgos kémhatású. Az oldat mérgező. A vizes bárium-hidroxid oldatot szokás baritvíznek is nevezni. Kétértékű bázisként viselkedik, sókat képez savakkal.
{\displaystyle \mathrm {Ba(OH)_{2}+2\ HCl\rightarrow BaCl_{2}+2\ H_{2}O} }
A bárium-hidroxid vizes oldata levegőn zavaros lesz, ugyanis megköti a levegő szén-dioxid tartalmát és vele vízben oldhatatlan bárium-karbonátot képez.

## Előállítása
A bárium-klorid és a nátrium-hidroxid forró, tömény oldatának elegyítésével állítható elő. A bárium-hidroxid az oldat lehűlésekor kikristályosodik.
{\displaystyle \mathrm {BaCl_{2}+2\ NaOH\rightarrow Ba(OH)_{2}+2\ NaCl} }
Iparilag forró, tömény bárium-szulfid oldatból állítható elő ammónia hozzáadásával.

## Felhasználása
Az analitikában felhasználják szén-dioxid és karbonátok kimutatására, emellett nátrium-hidroxid helyett mérőoldatként is alkalmazzák. Azért előnyösebb, mert a bárium-hidroxid oldat nem tartalmazhat szén-dioxid szennyezést (ez ugyanis bárium-karbonát alakjában csapadékként kiválna) és az üveget is kevésbé támadja meg, mint a nátrium-hidroxid. Ezenkívül felhasználják báriumvegyületek előállítására és bizonyos szerves vegyületek szintézisekor.